# Whose Bed Have Your Boots Been Under?
«Whose Bed Have Your Boots Been Under?» es una canción escrita y producida por la cantante canadiense Shania Twain y el productor Robert Lange para su segundo The Woman in Me (1995). Se lanzó cómo primer sencillo del álbum a principios de 1995. La canción se convirtió en el primer éxito de Twain, alcanzado el número 11 en la lista country y con una alta rotación en las radios, haciendo que el álbum se vendiera en grandes cantidades.
En agosto de 1995 el sencillo fue certificado de oro por vender más de 500.000 copias, convirtiéndose en el primer sencillo de Twain que lograba esta certificación. 
La canción ganó varios premios durante el año, entre los que se destaca un Canadian Country Music Awards (premios canadienses a la música country).

## Vídeo Musical
El videoclip se filmó el 19, 20 y 21 de diciembre de 1994 en Santa Ynez, California, bajo la dirección de John Derek. En el vídeo se puede ver a Twain cómo una camarera en un restaurante. El vídeo se encuentra disponible en el DVD de Twain The Platinum Collection.

## Recepción
"Whose Bed Have Your Boots Been Under?" debutó en el Billboard Hot Country Singles & Tracks (lista country) en la semana del 14 de enero de 1995 en el número 71. Se mantuvo por 20 semanas en la lista y alcanzó su punto máximo el 29 de abril de 1995 en el número 11. Hasta entonces era su mayor éxito.

## Versiones
- Álbum Version (4:25)
- Radio Edit (3:59)
- Dance Mix (4:50)
- Live from Up! Close and Personal (4:27)

## Posicionamiento
| Lista                                            | Posición Alcanzada |
| ------------------------------------------------ | ------------------ |
| Canadá RPM Country Singles                       | 1                  |
| EE. UU. Billboard Hot Country Singles & Tracks   | 11                 |
| EE. UU. Billboard Bubbling Under Hot 100 Singles | 3*                 |

*Equivalente al #103 en el Billboard Hot 100.